# Komitat Gömör és Kishont
Komitat Gömör és Kishont (węg. Gömör és Kishont vármegye, łac. comitatus Gomoriensis et Kis-Honthensis, pol. komitat Gemer i Małohont) – dawny komitat w środkowej części Królestwa Węgier, w Górnych Węgrzech.
Komitat powstał po raz pierwszy w wyniku reform józefińskich w 1786 z połączenia dotychczasowych komitatów Gömör i Kishont. Od 1790 r. komitaty zostały rozłączone, a ponownie utworzono z nich jeden komitat w 1802 r. Siedzibą władz komitatu był Pelsőc a od 1898 r. Rimaszombat.
W okresie przed I wojną światową komitat dzielił się na osiem powiatów i pięć miast.
Po traktacie w Trianon komitat został podzielony pomiędzy Czechosłowację i Węgry. Pozostała przy Węgrzech część została w 1923 r. połączona z pozostałą częścią komitatu Borsod w nowy komitat Borsod, Gömör és Kishont.
W wyniku pierwszego arbitrażu wiedeńskiego w 1938 r. południowa część komitatu powróciła do Węgier i komitat został odtworzony. Po drugiej wojnie światowej przywrócono granicę z 1938 r.
Obecnie teren komitatu jest podzielony pomiędzy kraj bańskobystrzycki i koszycki na Słowacji, pozostała przy Węgrzech część po reformie administracyjnej z 1950 r. została przyłączona do nowo powstałego komitatu Borsod-Abaúj-Zemplén.
| Powiaty (járás)                             | Powiaty (járás) |
| Powiat                                      | Siedziba władz  |
| ------------------------------------------- | --------------- |
| Feled                                       | Feled           |
| Garamvölgy                                  | Nándorvölgy     |
| Nagyrőce                                    | Jolsva          |
| Putnok (od 1910)                            | Putnok          |
| Ratkó (od 1909)                             | Ratkó           |
| Rimaszombat                                 | Nyustya         |
| Rozsnyó                                     | Rozsnyó         |
| Tornalja                                    | Tornalja        |
| Miasta komitackie (rendezett tanácsú város) |                 |
| Dobsina                                     |                 |
| Jolsva                                      |                 |
| Nagyrőce                                    |                 |
| Rimaszombat                                 |                 |
| Rozsnyó                                     |                 |